# Sreflije
Sreflije so naselje v občini Kozarska Dubica, Bosna in Hercegovina. 

## Deli naselja
Banjci, Burazori, Češljari, Ćeste, Dimići, Donje Sreflije, Dragaši, Gornje Sreflije, Jekići, Josići, Konjevići, Krnete, Petrovići, Prodanovići in Sreflije.

## Prebivalstvo
| Pregled števila prebivalcev po letih | Pregled števila prebivalcev po letih | Pregled števila prebivalcev po letih | Pregled števila prebivalcev po letih | Pregled števila prebivalcev po letih | Pregled števila prebivalcev po letih |
| ------------------------------------ | ------------------------------------ | ------------------------------------ | ------------------------------------ | ------------------------------------ | ------------------------------------ |
| 1948                                 | 1953                                 | 1961                                 | 1971                                 | 1981                                 | 1991                                 |
| -                                    | -                                    | -                                    | 482                                  | 452                                  | 392                                  |

| Narodna sestava prebivalstva po letih                                                                                    | Narodna sestava prebivalstva po letih                                                                                      | Narodna sestava prebivalstva po letih                                                                                       |
| --- | --- | --- |
| 1971 | 1981 | 1991 |
| . skupaj: 482 Srbi 482 (100 %) Hrvati 0 (0,00 %) Muslimani 0 (0,00 %) Jugoslovani 0 (0,00 %) drugi in neznano 0 (0,00 %) | . skupaj: 452 Srbi 441 (97,56 %) Hrvati 0 (0,00 %) Muslimani 0 (0,00 %) Jugoslovani 4 (0,88 %) drugi in neznano 7 (1,54 %) | . skupaj: 392 Srbi 365 (93,11 %) Hrvati 0 (0,00 %) Muslimani 0 (0,00 %) Jugoslovani 25 (6,37 %) drugi in neznano 2 (0,51 %) |